# Monodelphis dimidiata
A cuíca-marrom (Monodelphis dimidiata), também popularmente conhecida como catita e guaiquica-anã, é um marsupial de pequeno porte da família Didelphidae, nativo da América do Sul, habitando o Brasil, Uruguai, Paraguai e Argentina. Localiza-se em áreas de pampas e também de florestas, e apresenta hábitos terrícolas. Embora seja um marsupial, não possui marsúpio.

## Distribuição geográfica
A cuíca-marrom pode ser encontrada no sul e sudeste do Brasil, chegando até o estado de Minas Gerais. Também está presente no Uruguai, Paraguai e no norte da Argentina. Habita os pampas, áreas úmidas, campos de altitude e florestas.

## Morfologia

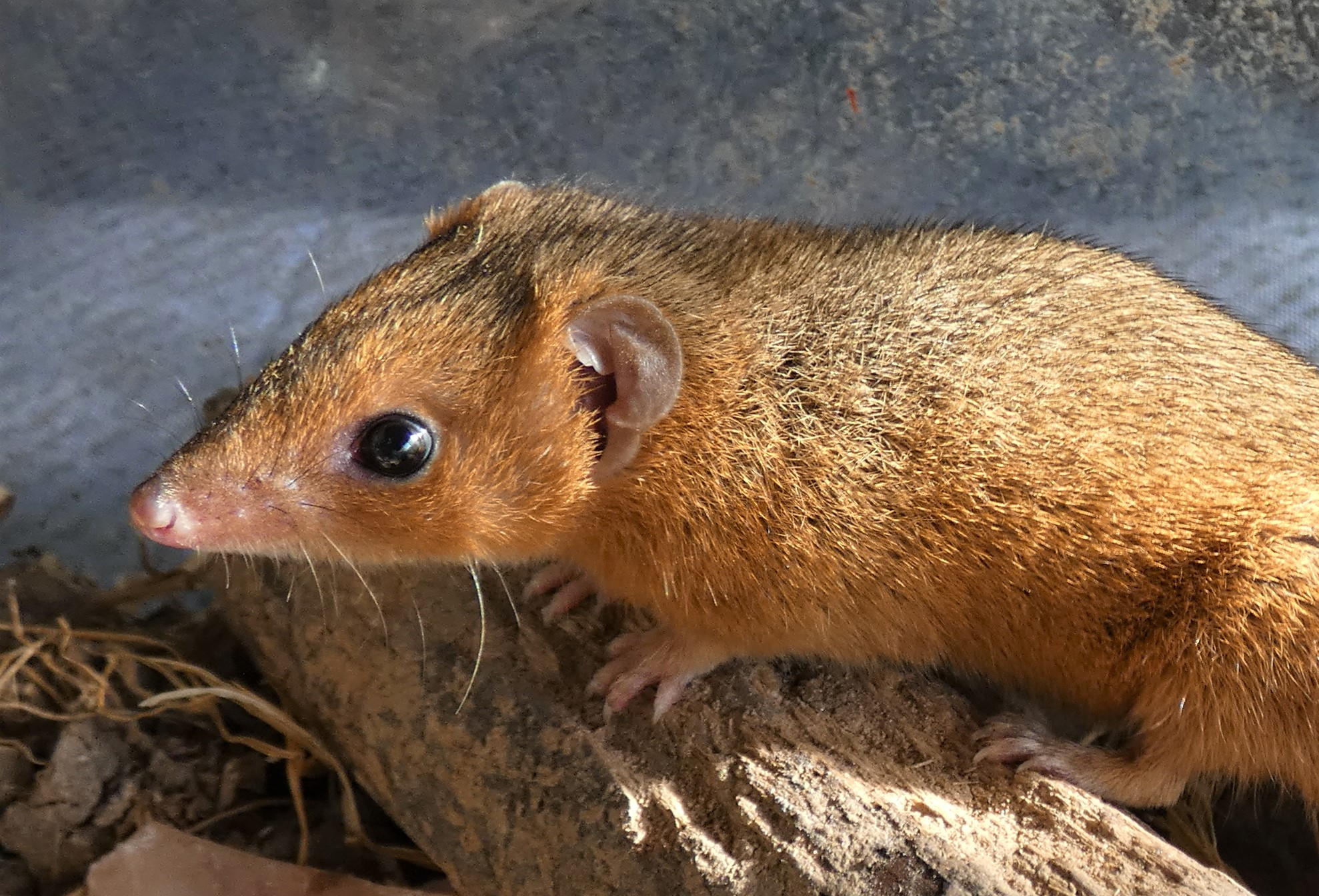
Padrão de pelagem mais amarronzado da cuíca-marrom.

Possui tamanho pequeno, com comprimento que varia desde 9,2 até 23,1 centímetros desde a cabeça até a cauda, e pode pesar de 40 a 84 gramas. Sua pelagem pode variar, podendo ser de uma coloração mais amarronzada ou avermelhada, onde o dorso é mais escuro e o ventre mais claro; ou com tons acinzentados no dorso e tons amarelados ventralmente e lateralmente, sendo a segunda a razão para o epíteto “dimidiata”, que significa “dividido no meio”. Por conta das variações no tamanho e nos padrões de pelagem, acreditava-se que havia outra espécie, M. sorex, que seria caracterizada pela pelagem marrom e tamanho menor. No entanto, estudos moleculares posteriores concluíram se tratar de uma espécie somente.
Sua cauda é não-preênsil, relativamente curta (variando de 3 a 8 centímetros) e possui pelos muito pequenos que recobrem toda sua extensão. Além disso, não possui um marsúpio — uma característica de seu gênero (Monodelphis) —, diferentemente de muitos marsupiais.

## Ecologia
A espécie dispõe de hábitos terrícolas de forma geral, embora seja capaz de escalar árvores. Apresenta tendência de se deslocar por trilhas já existentes no ambiente ou por pequenos túneis no solo. Apresenta baixa densidade populacional nos ambientes que ocupa. Sua dieta consiste majoritariamente de insetos, mas também pode se alimentar de outros pequenos animais — como lesmas, minhocas, ou até mesmo pequenos roedores — e também de frutos. É considerada uma espécie insetívora-onívora.
É um animal solitário, algo comum para outros pequenos marsupiais, formando pares na época reprodutiva somente. Contudo, é relativamente tolerante à presença de outros indivíduos. Apresenta dimorfismo sexual, com os machos sendo maiores que as fêmeas e possuindo características distintas no crânio. A expectativa de vida da espécie é bem curta, com cerca de 1 ano. É uma das poucas espécies de mamíferos considerada semélpara, reproduzindo-se somente uma vez durante a vida. Os machos morrem pouco após a época de reprodução, enquanto que as fêmeas sobrevivem tempo o suficiente para cuidar da ninhada e morrem depois. No período reprodutivo, ambos os sexos apresentam uma taxa de crescimento alta, sendo a dos machos maior. É nesse momento onde os machos desenvolvem suas modificações no crânio, como um aumento nos caninos. A época reprodutiva provavelmente ocorre na primavera ou início do verão, as fêmeas passam por um curto período de gestação e dão à luz à ninhadas que variam de 8 a 14 filhotes.

## Comportamento

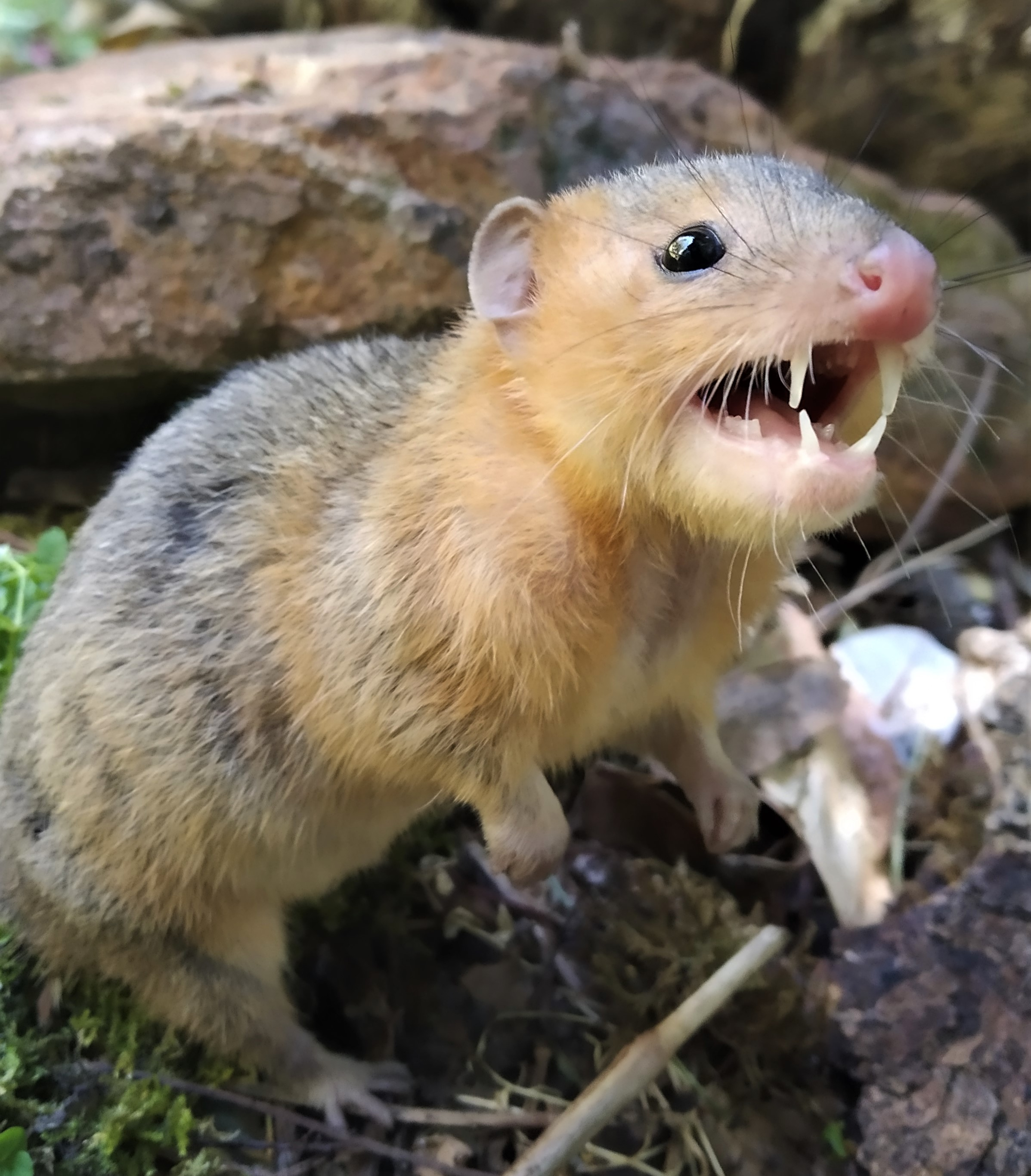
Monodelphis dimidiata no uruguai em 2020

Os períodos de atividade da espécie incluem tanto o dia quanto a noite, podendo haver um pico no final da tarde. Utiliza de seu olfato como principal sentido, principalmente ao buscar alimento. Não apresenta hábitos territorialistas ou de demarcação de determinada área. Comunica-se por meio de diversas vocalizações, como rosnados, guinchos e sons de clique, também observados em outros didelfídeos — no entanto, sua função ainda não é totalmente conhecida, mas se sabe que é um som utilizado em situações de exploração e durante o cortejo, então possivelmente tem propósitos sociais.

## Conservação
A cuíca-marrom é atualmente avaliada como “Pouco Preocupante” (LC) pela IUCN, mas já foi considerada uma espécie “Quase Ameaçada” (NT) de 1998 até 2007. Muitas populações se encontram separadas pela fragmentação de habitat, e uma das principais ameaças para a espécie é a perda de habitat para a agricultura.